# Mesoleius obtusator
Mesoleius obtusator là một loài tò vò trong họ Ichneumonidae.